# Pasja
Pasja (estniska: Pasilaid) är en ö i Moonsund utanför Estlands västkust. Den ligger i Ormsö kommun i Läänemaa, 100 km sydväst om huvudstaden Tallinn. Den är 1,4 km lång och arean är 0,5 kvadratkilometer. Terrängen på Pasja är mycket platt. Öns högsta punkt är 3,5 meter över havet.
Den ligger söder drygt en kilometer söder om Ormsös sydligaste udde, Rumpnäset. Väster ligger den låglänta ön Tälmen och österut ligger Hästholm. 
Inlandsklimat råder i trakten. Årsmedeltemperaturen i trakten är 5 °C. Den varmaste månaden är augusti, då medeltemperaturen är 16 °C, och den kallaste är januari, med −6 °C.